# از کرخه تا راین
از کرخه تا راین یک فیلم درام محصول ۱۳۷۱ (۱۹۹۳) ایران است به نویسندگی و کارگردانی ابراهیم حاتمی‌کیا که به سرنوشت چند قربانی استفاده از جنگ‌افزار شیمیایی در جنگ عراق علیه ایران  می‌پردازد. از بازیگران این فیلم می‌توان به علی دهکردی و هما روستا اشاره نمود. موسیقی مشهور و پراستفادهٔ این فیلم از آثار مجید انتظامی است.
این فیلم نخستین همکاری سینمایی ایران و آلمان است. این فیلم در سال ۱۴۰۱ در نظرسنجی ماهنامه فیلم به عنوان یکی از ده فیلم برتر جنگی تاریخ سینمای ایران انتخاب شده است.

## خلاصه داستان
سعید که بر اثر بمب‌های شیمیایی نابینا شده به همراه گروهی از همرزمانش برای معالجه به آلمان اعزام می‌شود. لیلا خواهر سعید که سال هاست در آلمان با شوهر آلمانی و پسرشان یوناس (یونس) زندگی می‌کند، سعید را در آسایشگاه می‌بیند. بین سعید و یونس رابطه عاطفی عمیقی برقرار می‌شود. یکی از همرزمان بسیجی سعید قصد دارد پناهندگی کشور دیگری را بپذیرد و سعید و دوستان دیگرش نسبت به عمل او معترض هستند. با کوشش‌های پزشکان متخصص یکی از چشم‌های سعید معالجه می‌شود، اما آزمایش‌هایی که بر روی او انجام می‌شود روشن می‌کند که او بر اثر گازهای شیمیایی مبتلا به نوعی سرطان خون شده است. همسر او در ایران زایمان می‌کند و سعید پس از معالجه‌ای نافرجام می‌میرد و پس از مرگ او، خواهرش لیلا عازم ایران می‌شود.

## بازیگران
- علی دهکردی
- هما روستا
- هانس نویمن
- صادق صفایی
- اصغر نقی‌زاده
- پرویز شیخ‌طادی
- مجید صفوی
- نوربرت هانزیگ
- نایکل گریل
- آندریاس کورتز

## موسیقی متن
موسیقی متن این اثر ساخته مجید انتظامی است. حاتمی کیا پس از این فیلم، در فیلم‌های آژانس شیشه‌ای و بوی پیراهن یوسف خود نیز با مجید انتظامی همکاری کرد.

## جوایز
| قسمت                       | نامزد                         | نتیجه    | جایزه        |
| -------------------------- | ----------------------------- | -------- | ------------ |
| بهترین فیلم                | ابراهیم حاتمی کیا و سینا فیلم | برنده    | سیمرغ بلورین |
| بهترین کارگردانی           | ابراهیم حاتمی کیا             | نامزدشده |              |
| بهترین فیلمنامه            | ابراهیم حاتمی کیا             | نامزدشده |              |
| بهترین بازیگر نقش اول زن   | هما روستا                     | نامزدشده |              |
| بهترین بازیگر نقش مکمل مرد | صادق صفایی                    | نامزدشده | دیپلم افتخار |
| بهترین موسیقی متن          | مجید انتظامی                  | نامزدشده | دیپلم افتخار |
| بهترین صدابرداری همزمان    | یدالله نجفی و محمود سماک باشی | نامزدشده |              |
| بهترین چهره پردازی         | مسعود ولدبیگی                 | برنده    | سیمرغ بلورین |
| بهترین جلوه‌های ویژه        | رضا رستگار                    | نامزدشده |              |